# Krydsprodukt
Inden for matematikken, mere specifikt lineær algebra og vektorregning, defineres krydsproduktet (også kaldet vektorproduktet) mellem to tre-dimensionale vektorer {\displaystyle {\vec {a}}=(a_{1},a_{2},a_{3})} og {\displaystyle {\vec {b}}=(b_{1},b_{2},b_{3})} i {\displaystyle \mathbb {R} ^{3}} som vektoren {\displaystyle {\vec {a}}\times {\vec {b}}}, udregnet således:
{\displaystyle {\vec {a}}\times {\vec {b}}={\begin{pmatrix}a_{2}\cdot b_{3}-a_{3}\cdot b_{2}\\a_{3}\cdot b_{1}-a_{1}\cdot b_{3}\\a_{1}\cdot b_{2}-a_{2}\cdot b_{1}\end{pmatrix}}}
Dette kan udtrykkes mere elegant med følgende determinant, hvor {\displaystyle {\vec {i}}}, {\displaystyle {\vec {j}}} og {\displaystyle {\vec {k}}} er enhedsvektorer i det tre-dimensionale koordinatsystem:
{\displaystyle {\vec {a}}\times {\vec {b}}=\left|{\begin{matrix}{\vec {i}}&{\vec {j}}&{\vec {k}}\\a_{1}&a_{2}&a_{3}\\b_{1}&b_{2}&b_{3}\end{matrix}}\right|=(a_{2}\cdot b_{3}-a_{3}\cdot b_{2}){\vec {i}}+(a_{3}\cdot b_{1}-a_{1}\cdot b_{3}){\vec {j}}+(a_{1}\cdot b_{2}-a_{2}\cdot b_{1}){\vec {k}}}
Resultatet {\displaystyle {\vec {a}}\times {\vec {b}}} er en normalvektor til både {\displaystyle {\vec {a}}} og {\displaystyle {\vec {b}}}, dvs. en vektor, der står vinkelret på begge. Hvis de to vektorer er parallelle, vil krydsproduktet være en nulvektor. Retningen af vektoren vil altid være som z-aksens retning i et højrehåndskoordinatsystem, hvor x- og y-aksen er henholdsvis {\displaystyle {\vec {a}}} og {\displaystyle {\vec {b}}}.
Krydsproduktet bruges for eksempel til at finde normalvektoren til det plan de to vektorer udspænder. Der vil imidlertid være to vektorer som kan stå vinkelret på planet, hhv. en der peger "op" samt en der peger "ned". Dette er blandt andet grunden til at det ofte ikke er helt ligegyldigt hvilken rækkefølge man tager krydsproduktet i. Alt afhængig af hvilken rækkefølge man tager krydsproduktet i, vil man ende op med den ene eller den anden netop omtalte vektor. Man kan altså matematisk sige følgende {\displaystyle {\vec {a}}\times {\vec {b}}=-{\vec {b}}\times {\vec {a}}}

## Længden af krydsproduktet
Længden af {\displaystyle {\vec {a}}\times {\vec {b}}} er givet ved produktet mellem længden for {\displaystyle {\vec {a}}} og {\displaystyle {\vec {b}}} samt sinus til vinklen {\displaystyle \theta } imellem dem, altså:
{\displaystyle |{\vec {a}}\times {\vec {b}}|=|{\vec {a}}|\cdot |{\vec {b}}|\cdot \sin(\theta )}
hvor vinklen ligger mellem 0 og 180 grader, svarende til 0 til {\displaystyle \pi } radianer.
En anden ting, som gør sig gældende for længden af krydsproduktet, er, at det udgør arealet af det parallelogram, som de to vektorer udspænder. Det gør det måske også mere intuitivt let at forstå, at to parallelle vektorers krydsprodukt er lig nul. 
{\displaystyle |{\vec {a}}\times {\vec {b}}|=A_{parallelogram}=|{\vec {a}}|\cdot |{\vec {b}}|\cdot \sin(\theta )}
Det vil samtidigt logisk nok sige at arealet af trekanten, som følge af parallelogrammets definition, sige at halvdelen af normalvektorens længde, er lig arealet af den trekant som de to vektorer udspænder.
{\displaystyle {\begin{matrix}{\frac {1}{2}}\end{matrix}}\cdot |{\vec {a}}\times {\vec {b}}|=A_{trekant}={\begin{matrix}{\frac {1}{2}}\end{matrix}}\cdot |{\vec {a}}|\cdot |{\vec {b}}|\cdot \sin(\theta )}
Krydsproduktet er hverken kommutativt eller associativt.

## BAC-CAB-reglen
For krydsproduktet mellem tre vektorer gælder:
{\displaystyle {\vec {a}}\times \left({\vec {b}}\times {\vec {c}}\right)={\vec {b}}\left({\vec {a}}\cdot {\vec {c}}\right)-{\vec {c}}\left({\vec {a}}\cdot {\vec {b}}\right)}
Et krydsprodukt er altså blevet erstattet med et skalarprodukt, der er givet ved:
{\displaystyle {\vec {a}}\cdot {\vec {b}}=a_{1}b_{1}+a_{2}b_{2}+a_{3}b_{3}}
Som huskeregel kaldes denne relation for BAC-CAB-reglen.

### Bevis
For krydsproduktet mellem {\displaystyle {\vec {b}}} og {\displaystyle {\vec {c}}} gælder:
{\displaystyle {\vec {b}}\times {\vec {c}}={\begin{pmatrix}b_{2}c_{3}-b_{3}c_{2}\\b_{3}c_{1}-b_{1}c_{3}\\b_{1}c_{2}-b_{2}c_{1}\end{pmatrix}}}
Derefter kan {\displaystyle {\vec {a}}} krydses på:
{\displaystyle {\begin{aligned}{\vec {a}}\times \left({\vec {b}}\times {\vec {c}}\right)&={\begin{pmatrix}a_{1}\\a_{2}\\a_{3}\end{pmatrix}}\times {\begin{pmatrix}b_{2}c_{3}-b_{3}c_{2}\\b_{3}c_{1}-b_{1}c_{3}\\b_{1}c_{2}-b_{2}c_{1}\end{pmatrix}}\\{\vec {a}}\times \left({\vec {b}}\times {\vec {c}}\right)&={\begin{pmatrix}a_{2}b_{1}c_{2}-a_{2}b_{2}c_{1}-a_{3}b_{3}c_{1}+a_{3}b_{1}c_{3}\\a_{3}b_{2}c_{3}-a_{3}b_{3}c_{2}-a_{1}b_{1}c_{2}+a_{1}b_{2}c_{1}\\a_{1}b_{3}c_{1}-a_{1}b_{1}c_{3}-a_{2}b_{2}c_{3}+a_{2}b_{3}c_{2}\end{pmatrix}}\end{aligned}}}
Det ses, at alle led er blandede, så et ublandet led
{\displaystyle 0=a_{i}b_{i}c_{i}-a_{i}b_{i}c_{i}}
lægges til og trækkes fra hver komponent:
{\displaystyle {\vec {a}}\times \left({\vec {b}}\times {\vec {c}}\right)={\begin{pmatrix}a_{2}b_{1}c_{2}-a_{2}b_{2}c_{1}-a_{3}b_{3}c_{1}+a_{3}b_{1}c_{3}+a_{1}b_{1}c_{1}-a_{1}b_{1}c_{1}\\a_{3}b_{2}c_{3}-a_{3}b_{3}c_{2}-a_{1}b_{1}c_{2}+a_{1}b_{2}c_{1}+a_{2}b_{2}c_{2}-a_{2}b_{2}c_{2}\\a_{1}b_{3}c_{1}-a_{1}b_{1}c_{3}-a_{2}b_{2}c_{3}+a_{2}b_{3}c_{2}+a_{3}b_{3}c_{3}-a_{3}b_{3}c_{3}\end{pmatrix}}}
Udtrykket kan nu opdeles i positive og negative led:
{\displaystyle {\vec {a}}\times \left({\vec {b}}\times {\vec {c}}\right)={\begin{pmatrix}a_{2}b_{1}c_{2}+a_{3}b_{1}c_{3}+a_{1}b_{1}c_{1}\\a_{3}b_{2}c_{3}+a_{1}b_{2}c_{1}+a_{2}b_{2}c_{2}\\a_{1}b_{3}c_{1}+a_{2}b_{3}c_{2}+a_{3}b_{3}c_{3}\end{pmatrix}}-{\begin{pmatrix}a_{2}b_{2}c_{1}+a_{3}b_{3}c_{1}+a_{1}b_{1}c_{1}\\a_{3}b_{3}c_{2}+a_{1}b_{1}c_{2}+a_{2}b_{2}c_{2}\\a_{1}b_{1}c_{3}+a_{2}b_{2}c_{3}+a_{3}b_{3}c_{3}\end{pmatrix}}}
Dette kan omarrangeres til at ses ud som BAC-CAB-reglen:
{\displaystyle {\begin{aligned}{\vec {a}}\times \left({\vec {b}}\times {\vec {c}}\right)&={\begin{pmatrix}b_{1}(a_{2}c_{2}+a_{3}c_{3}+a_{1}c_{1})\\b_{2}(a_{2}c_{2}+a_{3}c_{3}+a_{1}c_{1})\\b_{3}(a_{2}c_{2}+a_{3}c_{3}+a_{1}c_{1})\end{pmatrix}}-{\begin{pmatrix}c_{1}(a_{2}b_{2}+a_{3}b_{3}+a_{1}b_{1})\\c_{2}(a_{2}b_{2}+a_{3}b_{3}+a_{1}b_{1})\\c_{3}(a_{2}b_{2}+a_{3}b_{3}+a_{1}b_{1})\end{pmatrix}}\\{\vec {a}}\times \left({\vec {b}}\times {\vec {c}}\right)&={\begin{pmatrix}b_{1}\\b_{2}\\b_{3}\end{pmatrix}}(a_{1}c_{1}+a_{2}c_{2}+a_{3}c_{3})-{\begin{pmatrix}c_{1}\\c_{2}\\c_{3}\end{pmatrix}}(a_{1}b_{1}+a_{2}b_{2}+a_{3}b_{3})\\{\vec {a}}\times \left({\vec {b}}\times {\vec {c}}\right)&={\vec {b}}\left({\vec {a}}\cdot {\vec {c}}\right)-{\vec {c}}\left({\vec {a}}\cdot {\vec {b}}\right)\end{aligned}}}
BAC-CAB-reglen er dermed bevist.

## En vektors krydsprodukt med sig selv
Af definitionen på krydsproduktet ses det, at en vektor {\displaystyle {\vec {a}}} krydset med sig selv blot giver nul-vektoren:
{\displaystyle {\vec {a}}\times {\vec {a}}={\begin{pmatrix}a_{2}\cdot a_{3}-a_{3}\cdot a_{2}\\a_{3}\cdot a_{1}-a_{1}\cdot a_{3}\\a_{1}\cdot a_{2}-a_{2}\cdot a_{1}\end{pmatrix}}={\begin{pmatrix}0\\0\\0\end{pmatrix}}}